# Bozoljin
Bozoljin (cyr. Бозољин) – wieś w Serbii, w okręgu rasińskim, w gminie Brus. W 2011 roku liczyła 87 mieszkańców.